# Grups armats de la Guerra Civil siriana
Aquesta és una llista de grups armats involucrats en l'actual Guerra Civil siriana:
- L'Estat Islàmic de l'Iraq i el Llevant formava part d'Al-Qaida; va ser repudiat, però, pel Comandament General de l'organització al febrer de 2014, quan afirmà que l'ISIS «no està afiliat a Al-Qaida ni hi té relació... Al-Qaida no és responsable de les accions de l'ISIS».[1]
- Els Estats Units han acusat Belarús de proporcionar o intentar proporcionar suport militar directe al govern sirià. No obstant això, Belarús ho nega.[2] També hi ha rumors no confirmats que Algèria proporciona suport militar a Síria.[3]
- Existeixen conflictes constants entre diversos grups rebels. No obstant això, membres de les Unitats de Protecció Popular s'han coordinat amb l'Exèrcit Lliure de Síria.[4] Durant el conflicte rebel-ISIS, l'Estat Islàmic de l'Iraq i el Llevant s'ha enfrontat a l'Exèrcit Lliure Sirià, el Front dels Revolucionaris de Síria, l'Exèrcit dels Mujahidins, el Front Islàmic i el Front Al-Nusra. Jund al-Aqsa ha declarat la seva neutralitat en el conflicte.[5] Ghuraba al-Sham ha lluitat contra el Front Al-Nusra i la Brigada Tauhid.[6] Membres de Partit Democràtic del Kurdistan-Síria,[7] així com del Partit per la Llibertat Kurda s'han enfrontat de vegades amb les Unitats de Protecció Popular, el braç armat del Partit de la Unió Democràtica.[8]
- El Consell Nacional Kurd es va unir a la Coalició Nacional Siriana (tot i que sense comprometre's oficialment a cedir cap força militar a l'oposició) i conservà la seva afiliació amb el Consell Suprem Kurd juntament amb el PYD.[9]
- El grup gihadista Jaish al-Muhajireen wal-Ansar es va aliar amb l'Estat Islàmic durant un curt període, però se'n separà a causa del seu jurament de fidelitat a l'Emirat del Caucas, i es convertí així en un grup independent.

## Exèrcit Àrab Sirià
L'Exèrcit Àrab Sirià (الجيش العربي السوري Al-Jaysh Al-'Arabî As-Suri), o simplement l'Exèrcit sirià, és la branca terrestre de les Forces Armades de Síria. És el servei militar dominant dels quatre serveis amb uniforme; controla la majoria de càrrecs superiors i té el major personal, amb un 80% del total combinat. L'Exèrcit sirià el formaren els francesos després de la Primera Guerra Mundial, quan van aconseguir un mandat sobre la regió. Des del 1948 ha tingut un paper important en el govern de l'estat, i ha donat suport als cops militars, incloent-hi el cop d'estat a Síria de març del 1949, i el cop d'agost del 1949 per part del coronel Sami al-Hinnawi, el 1954, el 1963, el 1966, així com el cop d'estat de l'any 1970.
Ha lluitat en quatre guerres contra l'estat d'Israel per l'alliberament de Palestina (el 1948, la Guerra dels Sis Dies, el 1967, el 1973, i el 1982 al Líban), i una vegada contra Jordània el 1970. També va desplegar una divisió cuirassada a l'Aràbia Saudita entre 1990 i 1991: hi hagué, però, poca acció. Des del 1975, fins al 2006, fou el pilar principal de l'ocupació siriana del Líban. Dins de Síria, va tenir un paper important en la supressió de la rebel·lió islàmica que hi hagué entre 1979 i 1982, i des de l'any 2011 es troba lluitant en la Guerra civil siriana.

## Guàrdia Republicana de Síria
La Guàrdia Republicana (en àrab: الحرس الجمهوري, transliterat Al-Haras al-Jumhuri), també coneguda com a Guàrdia Presidencial, és una unitat de combat d'elit de l'Exèrcit Àrab de Síria, composta principalment per unitats blindades situades sobretot al voltant de Damasc. Creada el 1976 per contrarestar els atacs dels grups palestins a la República Àrab Siriana, la Guàrdia Republicana és responsable de la seguretat del president, de protegir la capital i els funcionaris governamentals de qualsevol possible amenaça. És l'única unitat militar que té permès circular per la capital. Durant l'actual Guerra civil siriana, la Guàrdia Republicana va participar en alguns dels combats més aferrissats del conflicte. Els seus soldats també han estat acusats d'haver comès crims de guerra.

### Orígens
La creació d'aquesta unitat va tenir lloc en plena Guerra Civil del Líban, després de la intervenció siriana en el conflicte. En aquest moment, algunes guerrilles palestines atacaren funcionaris i tropes sirianes. Els atacs palestins contra les tropes i el govern sirià es degueren al fet que l'exèrcit sirià estava compromès amb les tropes des del front libanès i l'Exèrcit del Sud del Líban. Però fou només després de la invasió israeliana del sud del Líban (1982) quan l'exèrcit sirià va intervenir decididament, a més de suposar la generalització del conflicte entre les diferents faccions libaneses (cristians, xiïtes, drusos, sunnites i palestins). El major general Adnan Makhlouf comandà la Guàrdia Republicana entre 1976 i 1997.

### Activitats
La Guàrdia Republicana és emprada sobretot per protegir els alts funcionaris del govern sirià de qualsevol amenaça externa i servir de contrapès a les altres potents formacions militars prop de la capital: la 4a Divisió Mecanitzada, la 3a Divisió Blindada, les forces especials i la 14a Divisió aerotransportada. Molts membres de la família Al-Àssad han servit en la Guàrdia Republicana: l'actual president sirià Baixar al-Àssad era un antic alt oficial de la brigada, com també és el cas de Maher al-Assad, que és coronel de la Guàrdia Republicana.

### Guerra Civil siriana
Al començament de la Guerra civil siriana la Guàrdia Republicana es mantingué fora del conflicte; el juny, però, del 2012 les seves forces es van enfrontar amb els rebels prop dels complexos d'habitatges i bases militars situats als suburbis de Qudsaya i Al Hamah, a uns 8 quilòmetres del centre de Damasc. Posteriorment han combatut a Latakia, lloc d'on és originària la família del president sirià. Els efectius de la unitat també han estat acusats en diverses ocasions d'haver perpetrat crims de guerra durant els combats en què van participar.

### Estructura
La Guàrdia republicana es compon de tres brigades cuirassades, un brigada mecanitzada i un regiment d'artilleria. Originàriament la seva força total era de 10.000 efectius, però en l'actualitat s'eleva als 25.000 soldats, i forma part de les tropes d'elit del govern, al costat de la 4a Divisió cuirassada. La divisió es compon orgànicament pels Regiments de seguretat 101 i 102 (la tasca és oferir seguretat al president, als ministres del govern, alts funcionaris governamentals, la seu de l'exèrcit i altres institucions governamentals), i per les brigades 103a, 104a, 105a i 106a, aquestes compostes per tropes de combat. Actualment Maher al-Assad és el comandant de la Guàrdia Republicana, així com de la 4a Divisió cuirassada.

### Organització i equipament
Les principals unitats estan estacionades a la muntanya Qasioun, prop de Damasc. Des d'aquesta posició elevada, la Guàrdia Republicana té una vista panoràmica estratègica de la ciutat i els suburbis. La brigada d'artilleria, equipada amb obusos D-30 i llançacoets BM-21 Grad, és capaç de repel·lir qualsevol atac per part de forces enemigues a la ciutat i suburbis. L'uniforme utilitzat per les tropes és diferent de l'emprat per l'exèrcit regular sirià.

## Partit Baas de Síria

Logotip del partit a Síria

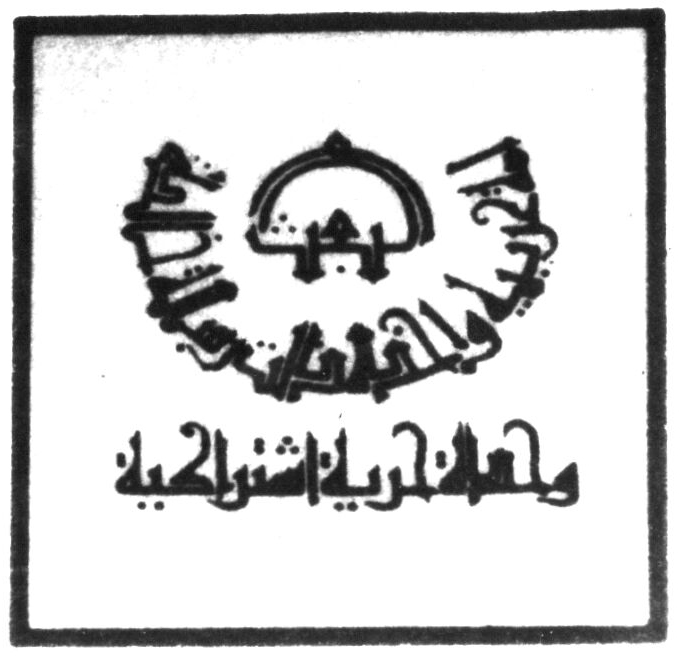
Lema del partit, wahda, Hurriya, ishtirakiya

El Partit Baas o Baath és com és conegut el Partit del Ressorgiment Socialista Àrab (en àrab Hizb Al-Baʿath Al-ʿArabī Al-Ishtirākī حزب البعث العربي الاشتراكي); és un partit polític àrab fundat el 1947 com a partit laic, nacionalista i socialista. Funcionava com un partit panàrab amb branques en diferents estats àrabs, però era més fort a Síria i Iraq, on va assumir el poder el 1963. El 1966 els partits sirià i iraquià esdevingueren faccions rivals; ambdós, però, mantenen el mateix nom i tenen estructures paral·leles arreu del món àrab.

### Filosofia política
La paraula àrab Ba'as o Baath vol dir 'resurrecció', com en l'obra publicada per Michel Aflaq En el camí de la resurrecció. Les creences baasistes combinen el socialisme àrab, el nacionalisme i el panarabisme. La ideologia, en la seva major part laica, contrastava molt amb la d'altres governs àrabs a l'Orient Mitjà, que de vegades tendeixen a orientar-se cap a l'islamisme polític i la teocràcia. El lema del partit és "Unitat, llibertat, socialisme" (en àrab wahda, Hurriya, ishtirakiya). La "unitat" es refereix a la unitat àrab, la "llibertat" fa èmfasi en l'alliberament del control estranger i particularment de la seva intervenció, i el "socialisme" es refereix al que s'ha anomenat socialisme àrab abans que marxisme.

### Formació
Va aparèixer inicialment com a moviment nacionalista àrab el 1932 creat pels pensadors sirians Michel Aflaq (cristià) i Salah Bitar, amb el nom de Partit del Ressorgiment Àrab. El 1940 es va fusionar amb el Partit Socialista Sirià, dirigit per Akram al-Hawrānī. D'aleshores fins a la seva constitució com a partit es va fer fort entre els marxistes sirians i en l'exèrcit iraquià. Feu el seu primer congrés el 7 d'abril de 1947 a Damasc i va estendre la seva acció a Jordània, Líban, Líbia i Aden.

### Lluita pel poder a Síria
Després del cop d'estat del 1954, que va enderrocar el dictador sirià Adib al-Shishakli i instaurà la democràcia a Síria, el Baas ja era un partit força organitzat i amb suport popular, així com d'intel·lectuals i de la petita burgesia, però topà amb rivals com el Partit Comunista Sirià i el Partit Social Nacionalista Sirià, oposat al nacionalisme àrab i prooccidental. Participà en el govern sirià des del 1955 i es va enfortir malgrat els enfrontaments interns. Fou un dels artífexs de la creació el 1958 de la República Àrab Unida, que fusionava Egipte i Síria, i assolia una de les fites del panarabisme.
L'agost del 1959 feu un congrés que, en concordança amb les opinions d'Aflaq, va aprovar la seva liquidació dins la Unió Socialista Àrab. Aquesta decisió no fou acceptada per tots els membres del partit, de manera que se'n realitzà un quart congrés i van fer marxa enrere. Mentrestant, un petit grup de funcionaris baasistes sirians estacionats a Egipte consideraren que la posició del partit en la RAU era feble i que aquesta era fràgil. Decidiren aleshores formar un comitè militar secret amb el tinent coronel Muhammad 'Umran, els majors Salah Jadid i Ahmad al-Mir i els capitans Hafez al-Àssad i 'Abd al-Karim al-Jundi.
Les diferències amb Gamal Abdel Nasser s'accentuaren el 1959 i finalment la RAU es va dissoldre el 1961 després d'un cop d'estat a Damasc. Setze destacats polítics van signar una declaració de suport al cop d'estat, entre ells el-Hurani i al-Bitar (tot i que aquest últims aviat es va retractar de la signatura). El partit estava en crisi: la secessió fou molt controvertida entre els sirians en general i més impopular entre els nacionalistes radicals que formaven el Ba'as. Una gran part dels membres de l'esquerra crearen com a protesta la Vanguardia Socialista Unificada, que va obtenir un suport considerable. El lideratge al voltant d'Aflaq fou fortament contestat per la seva tèbia oposició a la separació. Al-Hawrani, ara un adversari decidit de la reunificació, deixà el Ba'as i tornar a fundar el Partit Àrab Socialista.
En el Cinquè Congrés Nacional realitzat a Homs el 1962 es produí una pugna entre les dues faccions enfrontades del partit: la socialista radical, encapçalada per Akram al-Hawrānī, que fou exclòs del congrés, i la nacionalista, dirigida per Michel Aflak. S'assolí un compromís amb els elements pronasseristes i el Moviment Nacionalista Àrab de cara a una unitat d'acció. Mentrestant, però, el comitè militar secret preparava un cop d'estat per a començaments del 1963.

### 1963: Presa del poder a Síria i Iraq
El febrer de 1963 els baasistes iraquians organitzaren un violent cop d'estat contra el president Abd al-Karim Qasim, que tenia el suport dels comunistes, i aconseguiren el poder. Aprofitant l'avinentesa, el 8 de març el comitè militar del partit a Síria va convèncer els elements nasseristes i alguns independents per fer causa comuna per a donar un cop d'estat militar. Un Consell del Comandament Revolucionari Nacional va prendre el control i s'assignarà el poder legislatiu, alhora que designa Salah al-Din al-Bitar com a cap d'un govern de "front nacional". El Baat participà en aquest govern juntament amb el Moviment Nacionalista Àrab, el Front Unit Àrab i el Moviment d'Unitat Socialista.
Els baasistes iraquians instal·laren en el poder Abdul Salam Arif, que a poc a poc se'n va distanciar. Alhora, en el Sisè Congrés Nacional de 1963 s'hi imposà la facció més esquerrana, que intentà implantar una línia d'esquerra dura, que demana la planificació econòmica i el control dels mitjans de producció. Això provocaria el distanciament d'Aflaq, que restarà en una posició decorativa en la direcció del partit. A finals de novembre del 1963 Aref, amb suport d'elements militars, va fer fora del govern els ministres del Partit Baasista. Simultàniament, el govern sirià eliminà els nasseristes del govern. A poc a poc, les dues branques del partit s'anaren distanciant.

### El cop d'estat de 1966: separació definitiva de les branques siriana i iraquiana
El 23 de febrer de 1966 la facció baasista dretana radical dirigida pel cap d'estat major, Salah Jadid, va dur a terme un sagnant cop d'estat i enderrocà el Govern de Síria. Gamal Abdel Nasser va enviar un telegrama avisant, ja tard, el secretari del consell presidencial, Nasim Al Safarjalani. El cop d'estat sorgí de la rivalitat entre dues faccions rivals, la regionalista (qutri) de Jadid, que volia promoure la Gran Síria, i la nacionalista panàrab (qawmi), que es trobava en el poder. Molts líders baasistes foren condemnats a mort amb contumàcia per un tribunal militar dirigit pel futur ministre de Defensa Mustafa Tlass i el futur vicepresident Abdul Halim Khaddam com a fiscal. La majoria aconseguiren escapar cap a Beirut.
L'ala extremista de Salah Jadid va prendre el poder en la línia més radical del partit. Si bé no tenia partidaris entre la línia d'extrema esquerra que es va imposar en el Sisè Congrés del Partit, molts es desplaçaren ideològicament i s'adaptaren a la nova situació, i expulsaren del partit els seus fundadors, Aflaq i al-Bitar.
El Ba'as sirià i el Ba'as iraquià ja eren de fet dos partits separats, cadascú amb el seu comandament nacional per tal d'expandir el seu ideari entre el món àrab. Tanmateix, a Síria el Comandament Regional era el centre real del poder en el partit, i els membres del Comandament Nacional hi tenien una posició honorària, sovint destí dels membres que deixaven la direcció efectiva.

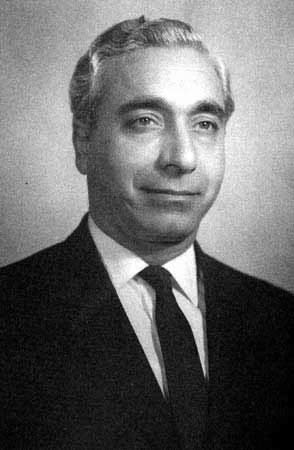
Amin al-Hafiz
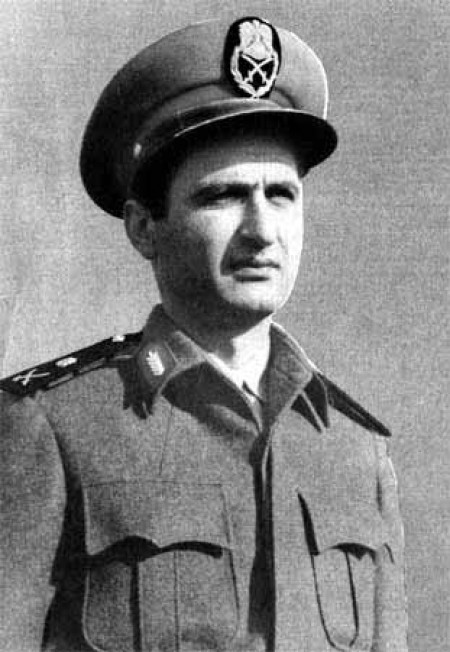
Salah Jadid
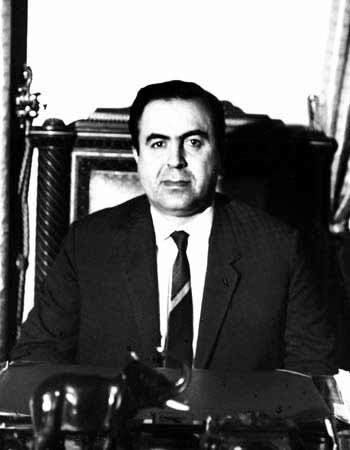
Nureddin al-Atassi
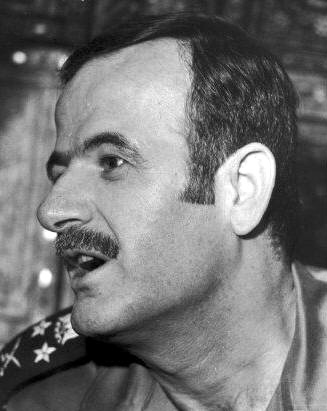
Hafez al-Àssad

Tot i la situació, el Ba'as sirià era dividit en dues faccions: la "progressista", encapçalada pel president i secretari regional Nureddin al-Atassi, que donava prioritat a la influència marxista, però estava estretament vinculat a les forces de seguretat de vicesecretari Salah Jadid, home fort del país des de 1966. Aquesta facció es preocupà de dur a terme la "transformació socialista" a Síria, i ordenà la nacionalització a gran escala dels actius econòmics i una reforma agrària. També tenia un enfocament radical en política exterior, i condemnà els règims àrabs reaccionaris mentre predicava la "guerra popular" contra Israel, la qual cosa provocà l'aïllament virtual de Síria, fins i tot dins el món àrab.
L'altra facció, que arribà a controlar les forces armades, era encapçalada pel ministre de Defensa, Hafez al-Assad. Va adoptar una línia política més pragmàtica, considerant la reconciliació amb els estats àrabs conservadors, especialment Egipte i Aràbia Saudita, com a essencial per a la posició estratègica de Síria, independentment del seu color polític. També feu una crida per a revertir algunes de les mesures econòmiques socialistes i permetre un paper limitat als partits polítics no baasistes en l'estat i la societat.
Ambdues faccions es mantenien en el poder en una mena de coalició precària, sobretot després de la derrota en la Guerra dels Sis Dies amb Israel (1967) per l'alliberament de Palestina. Les tensions augmentaren i la facció d'Assad reforçà el control sobre els militars. Des de finals de 1968 començà a desmantellar les xarxes de suport a Salah Jadid. Finalment, el novembre de 1970 Hafez el Assad donà un cop d'estat i empresonà Jadid i al-Atassi. Va dur a terme un ràpid projecte de creació d'institucions, reobrí el parlament i adoptà una constitució definitiva per a l'estat.
El Partit Ba'as va esdevenir una xarxa de clientelisme estretament entrellaçada amb la burocràcia, i aviat era pràcticament indistingible de la de l'estat, mentre que el nombre de membres del partit s'incrementà en més d'un milió. Però alhora el partit va perdre la seva independència de l'estat, i va esdevenir una eina del règim d'Assad, la base del qual eren les forces de seguretat. A altres partits socialistes que van acceptar l'orientació bàsica del règim se'ls va permetre actuar, i el 1972 es creà el Front Nacional Progressista com a coalició d'aquests partits legals, però, on només podien actuar com a socis menors del Ba'ath, amb molt poc d'espai per a l'organització independent.
Hafez al-Àssad, un dels líders que ha governat més temps en un estat àrab, es va mantenir com a president de Síria fins a la seva mort el 2000, i fou succeït pel seu fill, Bashar al-Assad, com a president i com a secretari regional i nacional del partit. Des d'aleshores, el partit ha experimentat un cert relleu generacional, així com una reorientació ideològica discreta amb disminució de l'èmfasi en la planificació socialista de l'economia, però no s'han produït canvis significatius en la relació amb l'estat i el poder. Segueix sent essencialment un instrument de clientelisme i de control de l'elit del règim.
El Ba'ath avui té 134 dels 250 escons al Parlament sirià, una xifra que es regeix per la reglamentació electoral i no pels patrons de votació, i la Constitució siriana estableix que és el principal partit de la societat i l'estat, i li atorga un monopoli legalment imposat sobre el poder polític real.

### El Partit Ba'as a l'Iraq
A l'Iraq, el partit Ba'ath era format per civils i no tenia un fort suport entre els militars. El partit va tenir poc d'impacte social i es dividí en faccions, després del 1958 i novament el 1966. Un informe intern donava fe que eren conscients que no tenien un fort suport popular, però que creien que si reforçaven l'aparell del partit podien aconseguir el poder.
Els baasistes va arribar al poder en el cop de febrer del 1963, quan Abd al-Salam Arif va esdevenir president. Però el partit quedà desacreditat per la interferència de la direcció històrica al voltant d'Aflaq i les disputes entre els moderats i els extremistes, que van culminar en un intent de cop el novembre de 1963. Això ho aprofità per a expulsar del govern els membres desafectes del partit el novembre del 1963. Els oficials militars baasistes moderats inicialment tenien alguna influència, però foren apartats gradualment durant els mesos següents.
El juliol del 1968, un sagnant cop d'estat encapçalat pel general Ahmad Hassan al-Bakr, Saddam Hussein i Salah Omar Al-Ali instal·là novament el Partit Baas en el poder. Però continuaren les lluites internes i el govern va fer purga periòdicament dels membres dissidents. Saddam Hussein esdevingué l'home fort del partit i va utilitzar la seva creixent influència per desplaçar al-Bakr el 1979 i va governar l'Iraq fins al 2003.
Tot i que gairebé tots els dirigents baasistes no tenia antecedents militars, Hussein va canviar radicalment el partit i va esdevenir una força militaritzada, de tal manera que els seus membres més prominents apareixien sovint amb uniforme militar.

## Força de Defensa Nacional
La Força de Defensa Nacional (en àrab: قوات الدفاع الوطني, en anglès, National Defense Force) és una milícia popular organitzada per l'Exèrcit de Síria per lluitar contra les forces gihadistes rebels que participen en la Guerra civil siriana.

### Formació
L'objectiu era formar una força altament motivada, local i efectiva a partir de milícies progovernamentals. La FDN rep el seu salari i l'equipament militar del govern. Els joves i aturats s'uneixen a la FDN. Alguns la veuen més atractiva que l'Exèrcit Sirià, atès que molts la consideren infiltrada amb rebels, amb massa pressió i amb fons insuficients.
Molts dels reclutes s'uneixen al grup perquè membres de les seves famílies han estat assassinats pels grups rebels Gihadistes que oprimeixen, torturen i maten aquells a qui consideren infidels, alhora que defensen la versió més fonamentalista de la Xaria.
La FDN també és popular perquè les unitats del grup operen principalment en les àrees locals. En alguns pobles alauites, gairebé tots els homes en edat militar s'han unit a la Força de Defensa Nacional.
Damasc ha aconseguit adoptar un nou estil de lluita contra els insurgents sirians recolzats des de l'estranger, mitjançant la formació d'un Exèrcit popular, que lluita al costat de les Forces armades nacionals. Aquest exèrcit, conegut amb el nom de Força de Defensa Nacional, està integrat per comitès populars i per voluntaris.
Segons el corresponsal del canal de televisió libanès Al Manar, que visità un camp d'entrenament de la Força de Defensa Nacional situat a prop de la ciutat de Latakia, aquesta milícia popular dona suport a l'Exèrcit Àrab de Síria en la seva missió de mantenir la seguretat en les àrees que pateixen els atacs dels grups armats recolzats des de l'estranger. Els cursos de formació s'imparteixen de manera accelerada per tal d'entrenar els combatents en la lluita en zones muntanyoses. Els membres dels comitès estan especialitzats en missions de vigilància i infiltració, a més de recollir informació sobre els insurgents. Alguns combatents estan especialitzats en el desmantellament d'artefactes explosius.
Ha estat organitzada a la ciutat d'Homs una força paramilitar femenina coneguda com les "Lleones de la Defensa Nacional" (LND), es tracta d'una força formada per més de 500 dones combatents d'edats entre els 19 i els 35 anys. Aquesta unitat ha estat desplegada en diferents províncies sirianes per vigilar els llocs de control i dur a terme operacions de seguretat.

### Paper
La Força actua com a infanteria, lluitant directament contra els rebels i portant a terme operacions de contrainsurgència en coordinació amb l'exèrcit, que els proporciona suport logístic i d'artilleria. La FDN és una força secular.
Segons l'agència de notícies Reuters, el grup ha tingut un paper crucial en millorar la situació militar de les forces governamentals a Síria des de l'estiu del 2012, quan molts analistes varen creure que era imminent la caiguda del president Baixar al-Àssad i del seu govern.
Segons el diari The Washington Post, en el mes de maig de l'any 2013 la Força de Defensa Nacional tenia 60.000 soldats entrenats per Hesbol·là i per consellers iranians.
Les unitats treballen principalment en les seves àrees locals, tot i que els membres també poden prendre part en operacions de l'exèrcit. Alguns han assegurat que la FDN fa la major part de la lluita perquè els seus membres, en ser locals, tenen un gran coneixement de la regió.

### Anàlisi externa
En Michael Weiss de NOW Lebanon els ha descrit com un "exèrcit guerriller recentment format" que ha esdevingut "una reinvenció professionalitzada dels Comitès Populars prorègim, que eren abans del 2013 milícies alauites armades a nivell local que es coordinaven en estreta col·laboració amb els serveis de seguretat sirians, els Cossos de la Guàrdia Revolucionària Islàmica (IRGC) i Hesbol·là. Els Comitès han estat entrenats per esdevenir els principals executors de la violència estatal.
Aron Lund del CTC Sentinel va indicar que la FDN s'havia creat a partir de la unió de centenars Comitès Populars i altres grups paramilitars en una estructura més formalitzada dins de l'aparat de seguretat de l'estat. El govern dels Estats Units ha dit que el gran aliat de Síria, Iran, està ajudant a construir el grup partint del model de la seva pròpia milícia, amb alguns membres entrenant-se a l'Iran.

## Hesbol·là
Hesbol·là (en àrab حزب الله 'El Partit de Déu') és un grup islàmic libanès amb un braç civil i un braç armat. Va ser fundat el 1982 per combatre l'ocupació israeliana del sud del Líban. Hesbol·là és considerat, en gran part del món àrab i islàmic, com un legítim moviment de resistència contra l'imperialisme. Al Líban, és un partit polític reconegut legalment que fins i tot ha arribat a formar part del govern. Tot i això, a causa dels seus atacs contra civils a Israel i del seu suport ideològic a altres organitzacions, com Hamàs o el Gihad Islàmic, és considerat pels Estats Units i altres estats occidentals com una organització terrorista. La Unió Europea sols considera com a terrorista el seu braç armat. Aquesta organització és, juntament amb Amal, la principal expressió política de la comunitat xiïta libanesa, el grup religiós més important de l'estat.
Fundada amb el suport de l'Iran, Hesbol·là segueix la ideologia islamista xiïta que preconitzà l'aiatol·là Khomeini, líder de la Revolució Islàmica iraniana. L'objectiu de Hesbol·là és la implantació d'un estat islàmic al Líban, tot i que admeten que podria implantar-se únicament amb el consens de la població libanesa.
A més del seu braç armat, el moviment té una infraestructura civil que, de manera semblant al partit palestí Hamàs, proveeix la població de serveis socials, sanitaris i educatius. La seva campanya de reconstrucció Jihad al-Bina ha realitzat projectes de desenvolupament econòmic i d'infraestructures a les àrees del Líban amb població majoritària xiïta. El suport amb què compta Hesbol·là entre la població xiïta s'expressa amb els vuit diputats que té l'organització al Parlament del Líban, avui en dia, part del govern de coalició. Hesbol·là té un suport explícit de Síria, i consegüentment es manifestà contra l'evacuació de les tropes sirianes després de l'anomenada Revolució del Cedre. Pel que fa a Israel, l'organització no en reconeix la legitimitat i la seva retòrica apunta cap a la destrucció d'aquest estat. El màxim líder de Hesbol·là és el xeic Hassan Nasral·là.
L'any 2000 s'hauria d'haver dissolt després de la retirada israeliana del sud del Líban, però a causa del gran poder acumulat continua operant, amb el llançament de míssils contra Israel.
L'any 2006, dos soldats de les forces armades israelianes desplegades als Alts del Golan (zona fronterera entre Israel-Palestina, el Líban, Jordània i Síria) foren raptats en un atac per efectius de Hesbol·là. Aquest fet desencadenà la major ofensiva de l'exèrcit d'Israel des de l'operació "Pau de Galilea" de l'any 1982. L'ofensiva, que acabà amb un acord internacional i treva, i que portà a la retirada completa de l'Exèrcit israelià de tot el territori libanès, no és respectat pel Hesbol·là, ja que fins avui, Hesbol·là es nega a donar cap senyal sobre els soldats raptats, ni permet que els visitin els emissaris de la Creu Roja, en contra de tots els acords internacionals.
El 25 de maig de 2013 escenifica el seu suport a Baixar al-Àssad i assegura que continuaran combatent en la Guerra civil siriana fins a la victòria final sobre els rebels.

## Exèrcit Lliure de Síria
Exèrcit Lliure de Síria (en àrab: الجيش السوري الحر, Al-Ŷayš as-Suri al-Hurr), també anomenat Moviment d'Oficials Lliures (en àrab: حركة الضباط الأحرار), és el principal grup d'oposició armada a Síria. Es compon de desertors de les Forces armades que participen en la Guerra civil siriana.
La formació d'un grup d'oposició en el si de l'Exèrcit s'anuncià el 29 de juliol de 2011 en un vídeo publicat per un grup de desertors uniformats de les forces sirianes, que feien una crida a altres membres de l'exèrcit perquè desertessin i s'unissin a ells. El seu líder, que s'identificà com a coronel Riad al-Assad, va anunciar que les FSA col·laborarien amb els manifestants per enderrocar el sistema i va declarar que totes les forces de seguretat que ataquessin els civils serien els seus blancs.
Riad al-Assad va fer èmfasi que l'ESL no té un altre objectiu polític que l'alliberament de Síria de les mans del règim de Baixar al-Àssad. L'Exèrcit Lliure de Síria ha afirmat també que el conflicte no és sectari, que en les seves files hi ha alauites (secta musulmana a la qual pertany la família al-Assad) que s'oposen al règim, i que no hi haurà represàlies quan aquest sigui enderrocat. El 23 de setembre de 2011, l'ESL es fusionà amb el Moviment d'Oficials Lliures (en àrab: حركة الضباط الأحرار, harakat al-ḍubbaṭ al-Ahrar) i es convertí així en la principal milícia opositora.
A l'octubre de 2011, s'estimava que entre 15.000 i 20.000 militars havien desertat, tot i que no tots els desertors han optat per unir-se a l'ESL. D'acord amb el seu líder, el coronel Al-Assad, al novembre de 2011, l'ESL guanyava de 100 a 300 membres cada vegada que s'organitzava un atac. Els seus combatents han participat en les batalles de la ciutat de Deir ez-Zor, a l'est de Síria, a la ciutat portuària de Latakia, a la província del nord d'Idleb, a l'àrea meridional de Dera -on l'aixecament va veure la llum-, als suburbis de la capital, Damasc, a la ciutat d'Alep, i a les ciutats d'Homs i Hama, al centre de l'estat.

## Front dels Revolucionaris de Síria
El Front dels Revolucionaris de Síria (en àrab: جبهة ثوار سوريا) és una organització armada creada al desembre de 2013, en el marc de la Guerra civil siriana, oposada al govern de Baixar al-Àssad i a l'Estat Islàmic de l'Iraq i el Llevant.
El Front dels Revolucionaris de Síria es formà com una aliança entre 14 grups diferents dins de l'Exèrcit Lliure de Síria (ELS), forjada com a resposta a la unió del Front Islàmic al novembre del 2013, d'ideologia islamista, tot i que al gener del 2014 havia deixat d'estar afiliada a l'ELS.
El nom del grup també s'ha traduït com "Front Rebel de Síria" o "Front Revolucionari Sirià". Després d'alguns enfrontaments, el Front Islàmic i el Front dels Revolucionaris de Síria es van reconciliar.
La coalició està liderada per Yamal Maruf, comandant al capdavant de la Brigada dels Màrtirs de Síria, membre de l'FRS amb seu a Yabal al-Zawiya, Idleb. El grup va donar suport a la Conferència de Pau de Ginebra II sobre Síria.

### Grups afiliats
- Consell Militar d'Idlib
- Brigada dels Màrtirs de Síria
- Brigades Ahrar al-Zawia
- Brigades Ansar
- Brigades de la Victòria Propera
- 7a Divisió
- 9a Divisió d'Alep
- Batallons Farouq al-Shamal
- Brigada dels Llops de Ghab
- Brigada dels Màrtirs d'Idlib
- Brigada Ahrar al-Shamal
- Batallons de Damasc Riyad al-Salehin
- Batallons Farouq de Hama
- Regiment d'Assignacions Especials de Damasc[35]

## Unitats de Protecció Popular
Les Unitats de Protecció Popular (UPP) (en kurd: Yekîneyên Parastina Gel, YPG; en àrab: وحدات حماية الشعب, Wihdat Himayah ash-Sha'ab) són la facció armada oficial del Comitè Suprem Kurd de Rojava. La milícia és l'ala armada del Partit de la Unió Democràtica (PUD) i està agermanat al Partit dels Treballadors del Kurdistan. El grup ha pres una posició defensiva, lluitant contra qualsevol grup que intenti portar la Guerra civil siriana a les àrees de població kurda.
El PUD i el Comitè Suprem Kurd van fundar el grup després dels enfrontament de Qamishli de 2004; no va ser fins quasi deu anys després, però, que no s'activà. Fruit de la signatura de l'acord d'Arbil entre el PUD i el Consell Nacional Kurd, l'ala armada esdevingué sota el comandament del Comitè Suprem Kurd, tot i que en la pràctica segueix sent la facció armada del PUD— i és el responsable del manteniment de l'ordre i la protecció de les vides dels residents als barris kurds.
Les UUP estan compostes per homes i dones de diverses comunitats de la regió kurda de Síria. Les UPP es consideren una milícia popular democràtica i realitza comicis interns per a escollir els seus comandants. Si bé és cert que la composició és predominantment kurda, el grup ha anat atraient un nombre cada vegada major d'àrabs, incloent milicians desafectes al principal corrent opositor, així com nadius de poblats àrabs i mixtos en territori controlat per les UPP que veuen el grup com la millor garantia per la seguretat regional. Un nombre important de cristians no-kurds també lluita a les files de les UPP, tenint aquest lligams estrets amb la milícia assíria Sutoro i el Consell Militar Assiri. Les UPP són conegudes pel gran nombre de dones combatents.
A finals de juliol de 2012, expulsaren les forces de seguretat governamentals de la ciutat de Kobani i prengueren Amuda i Afrin. Al desembre del 2012, les UPP consistien en vuit brigades. Algunes d'aquestes brigades operen a Afrin, Qamixli i Kobani.
Després de l'expulsió d'un grup de gihadistes de la ciutat fronterera síria de Ras al-Ayn, el conflicte entre les UPP i els islamistes ha anat en augment.
El 2014, col·laboraren amb l'Exèrcit Lliure Sirià (ELS) per tal de lluitar contra l'Estat Islàmic a la governació d'Ar-Raqqah. Les UPP també van actuar en operacions amb múltiples faccions de l'ELS anomenades Euphrates Volcano. Les UUP d'Al-Hasakah van cooperar amb el règim de Baixar al-Àssad per donar resposta a l'ofensiva de l'Estat Islàmic contra la ciutat.
A l'octubre del 2014, un mínim de dos ciutadans estatunidencs es varen unir a les UPP com a voluntaris.

## Comitè Suprem Kurd
El Comitè Suprem Kurd (en kurd: Desteya Bilind a Kurd) és un òrgan governamental de Rojava, fundat pel Partit de la Unió Democràtica (PYD) i el Consell Nacional Kurd (ENKS), seguint l'acord de cooperació, signat el 12 de juliol de 2012 entre les dues parts a Arbil, al Kurdistan iraquià, sota l'auspici del president Masud Barzani. La junta està composta per un mateix nombre de membres del PYD i l'ENKS. La facció armada del comitè són les Unitats de Protecció Popular.
Rojava ('occident' en kurd, també anomenat Rojava Kurdistan o Kurdistan Occidental) és una regió autònoma de fet al nord de Síria.[2] Sorgida del caos de la Guerra civil siriana, està dividida en tres cantons no contigus: Efrîn, Kobanê i Cizirê.[3] El govern de Síria no el reconeix oficialment.[4]
Els kurds consideren aquest territori com una part de Kurdistan, dividit entre Síria, Turquia, Iraq i l'Iran per interessos colonialistes. Anomenen la part dins de territori sirià com a Rojavayê Kurdistanê, 'Kurdistan Occidental', o senzillament com a Rojava, 'Occident'.

## Partit de la Unió Democràtica
El Partit de la Unió Democràtica (kurd: Partiya Yekîtiya Demokrat; àrab: حزب الاتحاد الديمقراطي Ḥizb Al-Ittiḥad Al-Dimuqraṭiy), conegut com a PYD, és un partit polític kurd de Síria creat el 2003 per nacionalistes kurds i àrabs al nord de Síria. El partit està prohibit a Síria perquè la dictadura baassista de Baixar al-Àssad no permet la formació de partits polítics opositors sense autorització.

## Els Germans Musulmans de Síria

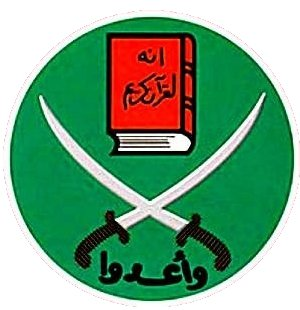

Els Germans Musulmans de Síria es van fundar el 1937; van tenir menys activitat, però, que la secció egípcia. Alguns dels seus membres van ocupar posicions oficials com a ministres o diputats, però la seva influència fou sobretot moral amb el shaykh Mustafa al-Shibai (mort el 1965). Després del 1963 el Partit Baas de Síria, panarabista i secularista, va prendre el poder i els Germans Musulmans s'hi van oposar, oposició encara més intensa des del 1970, quan el govern quedà dominat per la família Assad, que eren alauites. En endavant es van produir accions armades i van culminar amb l'aixecament de Hamat del 1982 i la massacre repressiva que va seguir, que causà milers de morts. L'activitat política dels Germans Musulmans es va aturar, tot i que el seu suport en el país no ha pogut ser avaluat. Disposa de quarters exteriors a Londres i Xipre i en els darrers anys ha adoptat polítiques reformistes, cridant a l'establiment de la democràcia i renunciant a la violència. La pertinença als Germans Musulmans és un delicte greu a Síria, que pot ser castigat amb la pena de mort (llei d'emergència 49 de 1980). El seu líder és Ali Sadr al-Din al-Bayanuni, exiliat a Londres.

## Unió Islàmica Ajnad al-Xam
La Unió Islàmica d'Ajnad al-Sham (en àrab الاتحاد الإسلامي لأجناد الشام) és una aliança de grups islamistes activa durant la Guerra civil siriana Es formà el 2 de desembre de 2013. L'organització va expressar el seu suport a les conferències de pau de Ginebra II.
El grup està format per aquestes unitats;
- Brigades del màrtir Habib Mustafa
- Unió d'Amjad al-Islam
- Brigades i batallons de la Xahada
- Batallons de Shabab al-Houda
- Brigada de Deir El-Asima

El nom del líder n'és Abu Mohammed Al Fateh.

## Front Islàmic
El Front Islàmic (en àrab: الجبهة الإسلامية al-Jabhat al-Islāmiyyah, abreujat de vegades com a IF per les sigles en anglès) és una organització formada després de la unió de set grups rebels durant la Guerra civil siriana, unió anunciada el 22 de novembre del 2013.Amb una força estimada en el moment de la seva formació d'uns 40.000 soldats, el grup es va presentar com «l'aliança més important de Síria». Un portaveu anònim anuncià que el grup no tindria cap connexió amb la Coalició Nacional Síria.
Moltes fonts consideren que el grup està recolzat i armat per Aràbia Saudita.
El Front Islàmic va llançar un comunicat a Internet a finals de novembre del 2013 en què definia els seus objectius. Aquest moviment islamista rebutja els conceptes de democràcia representativa i secularisme, atès que els considera contraris a l'islam. Tanmateix, també rebutja un sistema autoritari i opressiu, i busca en el seu lloc establir un estat islàmic, governat per un consell de savis, per poder així implementar la llei islàmica, la xaria. El Front reconeix les diferents minories ètniques i religioses que viuen a Síria, tot i que també dona la benvinguda als lluitadors estrangers, que s'han unit a les forces que combaten contra Al-Assad, sovint alguns d'ells adopten les formes més radicals de l'islam. El Front, que inclou una facció kurda a les seves files, s'oposa a qualsevol partició de Síria, i rebutja qualsevol mitjà no militar per acabar amb la guerra civil.

## Front Al-Nusra
Front Al-Nusra (en àrab جبهة النصرة لأهل الشام) és una organització gihadista siriana: el grup està format per mujahidins islamistes sunnites; l'objectiu seu és enderrocar el govern de Baixar al-Àssad per crear un estat panislàmic sota la xaria, (el codi moral i llei religiosa de l'islam), i arribar a instaurar un califat. Intenta que tots els sirians prenguin part en la guerra contra el govern sirià.
En una entrevista amb un diari dels Emirats Àrabs Units, Abu Ahmed, que es va identificar com el comandant militar d'al-Nusra en la Governació de Hasakah, indicà que els objectius de l'organització eren deposar Baixar al-Àssad, i establir un estat governat per la xaria.
L'alcohol, el tabac i l'entreteniment considerat immoral serien prohibits, però les regles serien introduïdes gradualment. Alguns membres del grup han estat acusats d'atacar creients religiosos no sunnites a Síria, incloent persones de confessió alauita. El reporter del The New York Times, C. J. Chivers, citant "alguns analistes i diplomàtics", assenyala que el Front al-Nusra, (i també l'Estat Islàmic de l'Iraq i el Llevant), "semblen menys centrats a derrocar" el govern d'Al-Assad, i estan més interessats a "establir una zona d'influència que abasti la província iraquiana d'Al-Anbar, i les àrees orientals desèrtiques de Síria, establint eventualment un territori islàmic sota la seva administració."
Membres del grup s'han referit als Estats Units d'Amèrica, i a l'estat sionista d'Israel com a enemics de l'Islam, i han advertit sobre la intervenció occidental a Síria. Els membres sirians del grup asseguren que només estan lluitant contra el govern d'Al-Assad i no volen atacar els estats d'Occident. Els Estats Units d'Amèrica han acusat el grup d'estar afiliat a Al-Qaida a l'Iraq. El govern de Turquia ha designat aquest moviment com a grup terrorista.

## Estat Islàmic de l'Iraq i el Llevant
L'Estat Islàmic (en àrab الدولة الإسلامية) (Ad-dawla al-islāmiyya), també conegut com a Daeix (per la sigla de l'àrab داعش, Dāʿax), o Estat Islàmic de l'Iraq i el Llevant (ISIL), és un grup armat islamista que opera a Síria i a Iraq, on ha autoproclamat la fundació d'un califat, i que té aspiracions territorials sobre tot el Llevant àrab (Líban, Síria, Iraq, Jordània) per a incloure-hi totes les poblacions àrabs que van quedar separades en el repartiment de França i el Regne Unit després de la Primera Guerra Mundial. Ha arribat a dominar de facto un gran territori entre el nord-est de Síria i el nord-oest de l'Iraq. El juny del 2014 entrà a Mossul, la segona ciutat d'Iraq i, segons sembla, va desencadenar persecucions i matances ètniques contra les minories religioses de la zona, especialment els yazidites i els cristians.
Aquest grup abans havia estat anomenat Estat Islàmic de l'Iraq i el Llevant i havia format part de l'organització Al-Qaeda a l'Iraq. L'ISIL ha participat activament en la Guerra civil siriana i en la Insurgència iraquiana després de 2011. Va sorgir com una organització terrorista propera a Al-Qaeda per fer front a la invasió de l'Iraq (2003), dirigida per Abu Musab al Zarqaui. Després de la seva mort, el nou cap, Rashid al-Baghdadi, sota la tutela d'Osama bin Laden, s'estengué per les governacions d'Ambar, Nínive, Kirkuk i en gran part de Saladin, així com en menor mesura Babilònia, Diala i Bagdad. Durant aquest temps es proclamà com a Estat Islàmic de l'Iraq, i la seva caserna general era a la ciutat de Baquba.
L'Estat Islàmic de l'Iraq fou responsable de la mort de milers de civils iraquians, així com de membres del govern iraquià i els seus aliats internacionals. A causa del suport militar dels Estats Units al govern de Nuri al-Maliki, el grup va sofrir diversos revessos, inclosa la mort de Rashid al Baghdadi; l'organització, però, es va renovar durant la Guerra civil siriana, passant a ser coneguda com a Estat Islàmic de l'Iraq i el Llevant (en àrab: الدولة الاسلامية في العراق والشام, al-Dawla al-Islāmīja fī en Anar-ʻāq wa-al-Shām; EIIL) o sota el seu acrònim àrab DAESH (en àrab: داعش, Dāʻesh). El següent i actual cap, Bakr al-Baghdadi, tallà els llaços amb Al-Qaida i va declarar, el 2014, la independència del seu grup i la seva sobirania sobre l'Iraq i Síria, autoproclamant-se califa amb el nom d'Ibrahim.
El califat reclama l'autoritat religiosa sobre tots els musulmans del món, i té com a objectiu declarat unir totes les regions habitades per musulmans sota el seu control, començant amb Iraq i la regió del Llevant mediterrani, que cobreix aproximadament els actuals estats de Síria, Jordània, Israel, Palestina, Líban, Xipre, i part del sud de Turquia. Altres milícies que controlen part del territori de la Península del Sinaí, l'est de Líbia, nord-est de Nigèria i el Pakistan han jurat lleialtat a l'organització, que es caracteritza per la seva severa interpretació de l'islam i la seva violència brutal contra els xiïtes, en ser els seus membres sunnites.
El grup ha canviat de nom en moltes ocasions des de la seva formació. L'organització va emergir el 2004 amb el nom de Yama'at al-Tawhid wal-Yihad (‘Comunitat del Monoteisme i la Yihad') però el canvià a l'octubre de 2004 per Tanzim Qa'idat al-Yihad fi Bilad al-Rafidayn (‘Organització de la Base de la Yihad al País dels Dos Rius’, TQJBR), coneguda col·loquialment com «al-Qaida a l'Iraq».
El gener de 2006, el grup s'uní a altres grups independents i es va dir «Consell de la Shura dels Muyahidins», i a l'octubre d'aquest any canvià de nom a Dawlat al-'Iraq al-Islamiyya, ‘Estat Islàmic de l'Iraq’. A l'abril del 2013, el grup va passar a ser l'«Estat Islàmic de l'Iraq i el Llevant» per reflectir la seva implicació en la Guerra civil siriana.

### Milícia islamista:Yama'at al-Tawhid wal-Yihad(-2003)

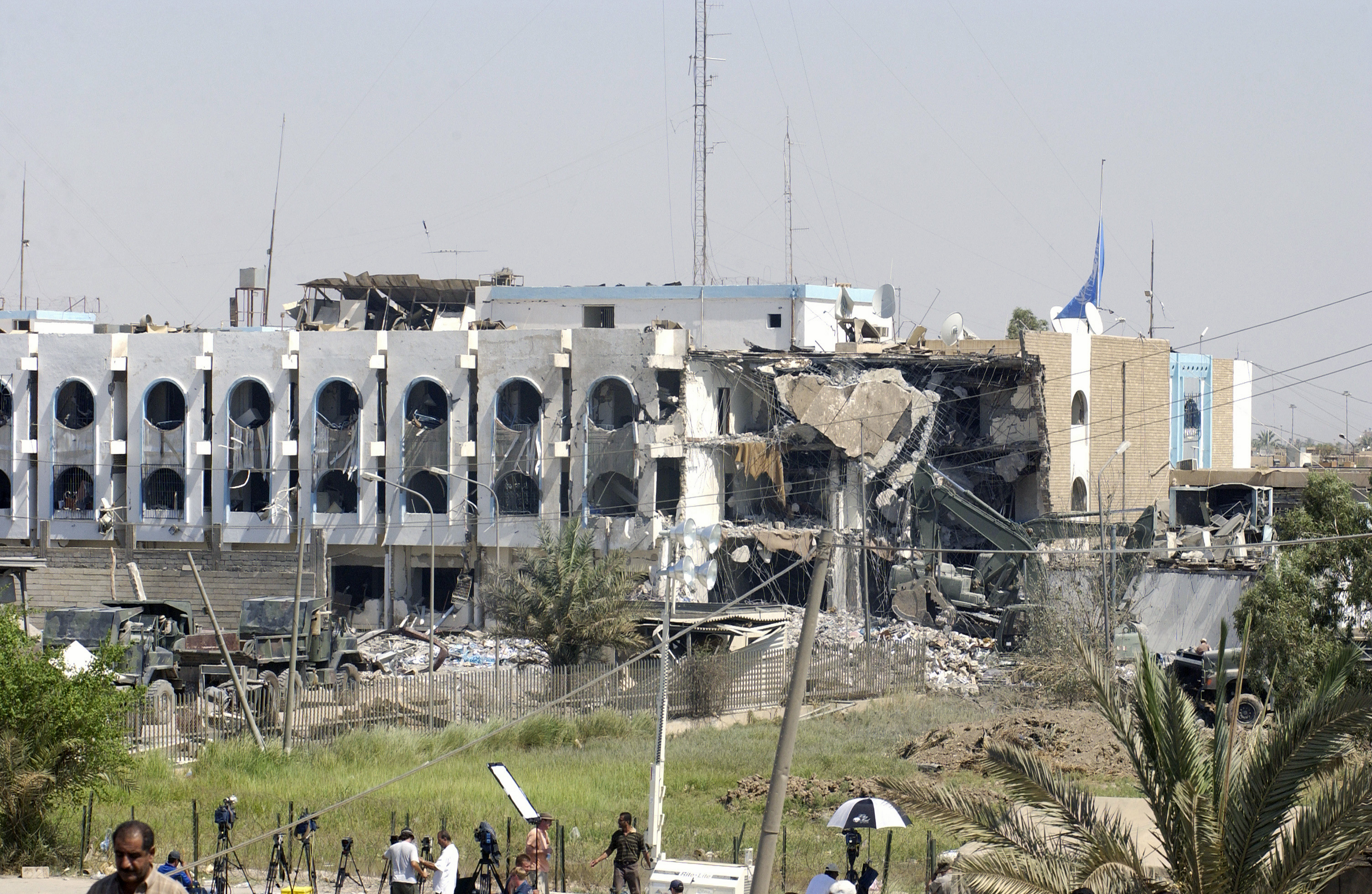
La seu de l'ONU el 2003 després d'un atemptat d'al Zarqaui

Yama'at al-Tawhid wal-Yihad, de vegades abreujat per les seves sigles en anglès com «JTJ» o simplement Tawhid i Jihad, va néixer gràcies a Abu Musab al Zarqaui i una combinació de simpatitzants islamistes locals al voltant de l'any 2002. Zarqaui era un salafista jordà que havia viatjat a l'Afganistan per lluitar en la Guerra de l'Afganistan, però arribà després de la retirada soviètica i aviat tornà al seu país natal. Més tard retorna a l'Afganistan, on organitza un campament d'entrenament per a milicians islamistes a prop d'Herat.
Originalment, Zarqaui va crear la seva xarxa amb l'objectiu d'enderrocar el rei de Jordània, al qual considerava antiislàmic segons la xaria, i per això va coordinar un gran nombre de contactes i afiliats en diversos països. De fet, es pensa que el grup va poder estar involucrat en l'intent de 1999 de bombardejar les celebracions del Nou mil·lenni (el segle xxi) a Jordània i Estats Units. També fou responsable de l'assassinat del diplomàtic nord-americà Laurence Foley a Jordània el 2002.
Després de la Guerra de l'Afganistan, Zarqawi va fugir a l'Iraq, on presumptament rebé tractament mèdic a Bagdad per una cama ferida. Es creu que va desenvolupar estrets llaços amb Ansar al-Islam, un grup de militants kurdoislamistes al nord-est de l'estat. Presumptament Ansar estava vinculada al govern del president Saddam Hussein, que hagués pretès utilitzar el grup per derrotar les forces seculars que lluitaven per la independència del Kurdistan. El consens dels oficials d'intel·ligència, no obstant això, va concloure que no hi havia relació entre Zarqaui i Saddam, i que de fet el president veia Ansar al-Islam com una amenaça que havia d'espiar. L'Informe del Senat sobre la Intel·ligència de l'Iraq abans de la guerra va concloure el 2006 que Saddam Hussein fins i tot va intentar, sense èxit, localitzar i capturar al-Zarqaui i que el règim no tenia relació amb ell.
Després de la Invasió de l'Iraq de 2003, JTJ desenvolupà una gran xarxa de resistència, incloent exmilitants d'Ansar al-Islam i un creixent nombre de combatents estrangers per intentar rebutjar les forces dels Estats Units i els seus aliats. Molts dels lluitadors estrangers de l'Iraq, originàriament independents del grup, van començar a dependre de la xarxa. Al maig de 2004, JTJ va unir forces amb un altre grup islamista radical, Salafiah al-Mujahidiah.

### Dependència directa d'Al-Qaida:Tanzim Qaidat al-Jihad fi Bilad al-Rafidayn(2003-2006)

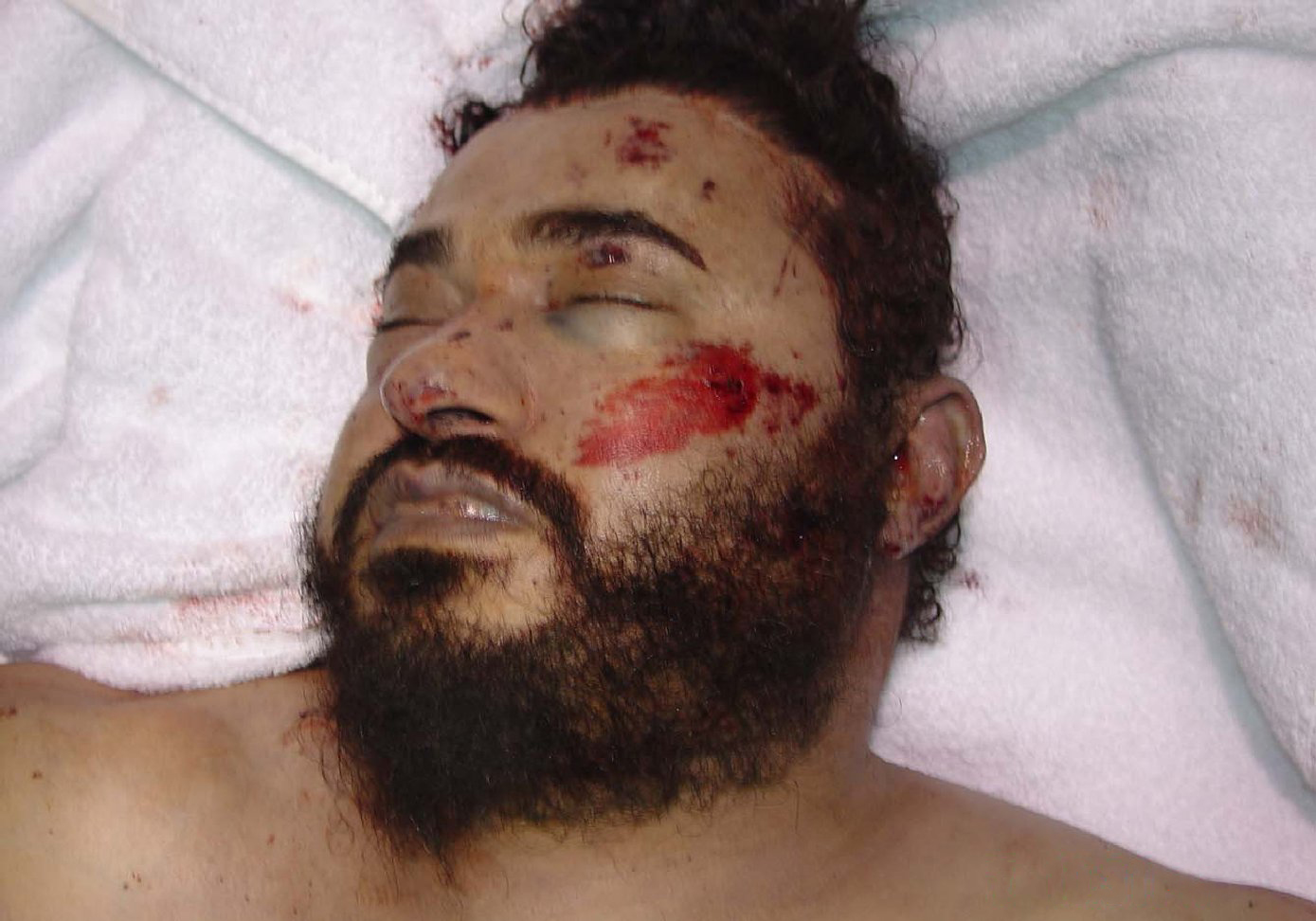
Després de la mort d'al-Zarqaui a mans dels Estats Units, Abu Ayyub al-Masri assumí el poder i declarà l'Estat Islàmic d'Iraq

El 17 d'octubre de 2004 el grup es va unir oficialment a Al-Qaida, llavors sota la tutela d'Osama Bin Laden. En una carta de juliol del 2005 a un altre membre de l'organització, Ayman al-Zawahirí, Zarqawi assenyala un pla per continuar la Guerra de l'Iraq i crear un Estat Islàmic (Califat), mitjançant l'extensió de la guerra als estats veïns i forçant la participació de l'estat sionista d'Israel. Així doncs, es van portar els atacs a altres estats, com Egipte, on van matar 88 persones el 2005 en l'atemptat de Sharm el-Sheij.
El gener de 2006, Al-Qaida creà una organització paraigua, el Consell de la Shura dels Mujahidins, per intentar unificar tots els insurgents sunnites de l'Iraq. No obstant això, les seves tàctiques violentes i el seu fonamentalisme extrem van fer que el pla fracassés. Malgrat això l'organització va créixer i congregà milers de combatents, la qual cosa li va permetre dur a terme desenes d'atemptats terroristes, i arribà fins i tot a atacar el Consell de Representants de l'Iraq (Parlament).
Davant d'aquesta situació, els Estats Units va intentar eliminar i capturar alguns dels seus membres, incloent al mateix Zarqawi, mort el 7 de juny de 2006. El lideratge del grup fou assumit directament per un líder d'Al-Qaida, Abu Ayyub al-Masri, que més tard declararia l'Estat Islàmic d'Iraq, i en posaria al càrrec Abu Abdullah al-Rashid al-Baghdadi.

### Dependència indirecta d'Al-Qaida: Estat Islàmic de l'Iraq (2006–2013)

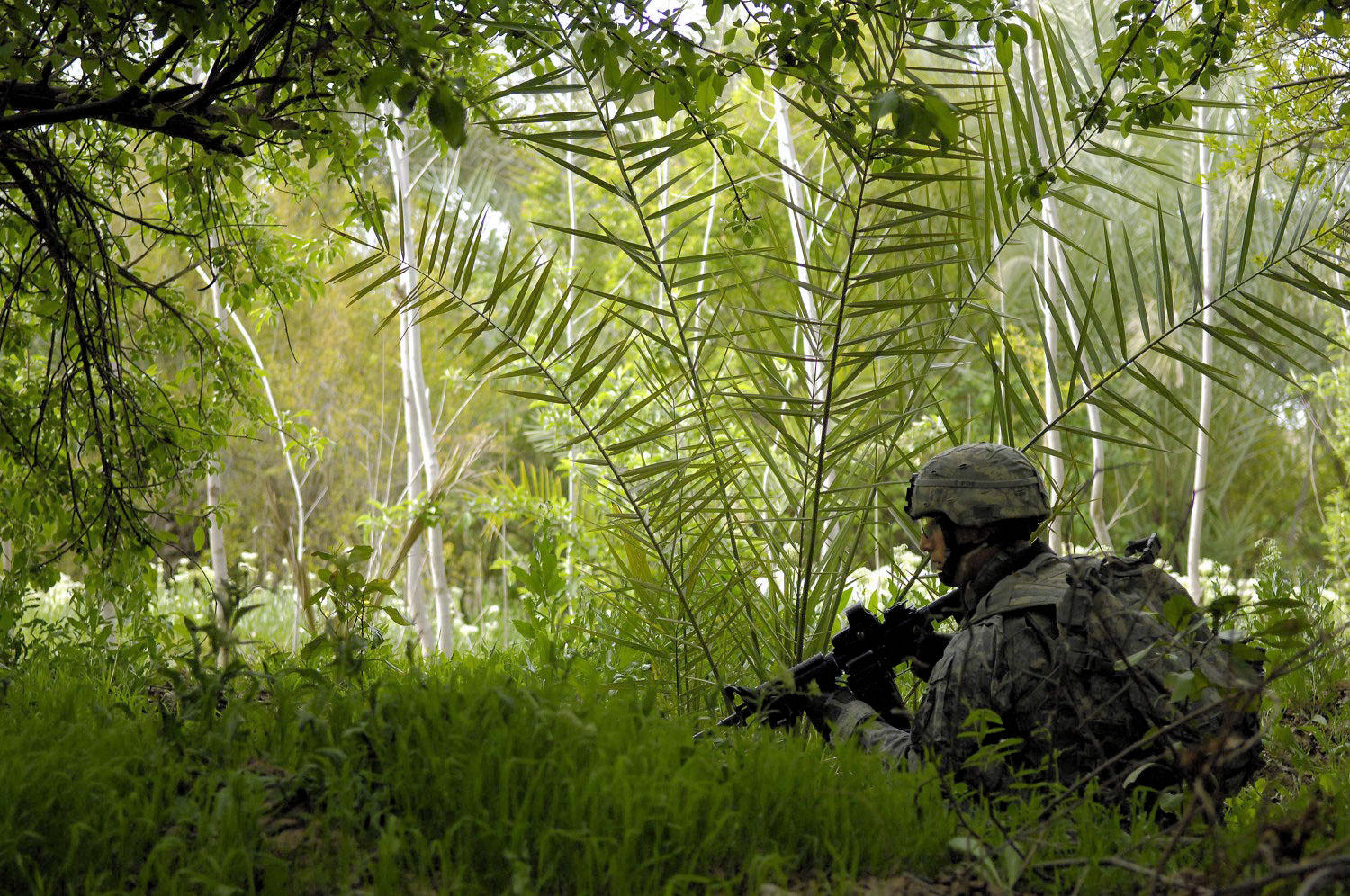
Un soldat nord-americà a Buhriz, durant l'ofensiva contra l'EI a Diala

L'Estat Islàmic de l'Iraq d'Abu Abdullah al-Rashid al-Baghdadi estava sota la tutela d'Al-Masri, cap d'Al-Qaida a l'Iraq, però formalment era independent. De fet, el 19 d'abril del 2007, l'organització anuncià la creació d'un govern provisional. El mateix Baghdadi, amb un grup de deu «ministres», va dirigir l'autoproclamat «emirat».
A la fi del 2007, els violents i indiscriminats atacs duts a terme pels membres del grup contra civils iraquians va danyar greument la seva imatge i li va suposar la pèrdua del suport entre la població. Davant d'aquesta situació, molts antics membres sunnites del grup es van unir a les forces dels Estats Units, la qual cosa els donà l'oportunitat de detenir i matar diversos membres d'Al-Qaida.
El 2008, una sèrie d'ofensives d'Iraq i dels Estats Units van aconseguir expulsar el grup dels seus antics refugis en les governacions de Diyala (batalla de Baquba) i Al-Anbar i a Bagdad, forçant la seva retirada fins a Mossul (Governació de Nínive), l'últim gran camp de batalla de la guerra. La lluita pel control de Nínive va ser llançada el gener de 2008 com a part de l'anomenada "Operació Fènix Fantasma", amb l'objectiu d'eliminar l'activitat del grup al voltant de Mossul i acabar d'expulsar-lo del centre d'Iraq.
Al-Qaida a l'Iraq va aconseguir sobreviure recaptant diners amb activitats com segrests, robatoris de cotxes i assalts a camions carregats de petroli. A més, des de 2007 començà a demanar imposts als no musulmans (yizia) i matà membres de les famílies riques que no pagaven. D'acord amb les fonts d'intel·ligència dels Estats Units, el grup havia evolucionat a una espècie de "banda criminal mafiosa".
El 2010 l'organització va rebre el cop de gràcia, quan un conjunt de forces nord-americanes i iraquianes van trobar i assassinar al cap d'Al-Qaida a l'Iraq, Ayyub Al Masri, i el de l'Estat Islàmic de l'Iraq, al-Rashid al-Baghdadi.

### Guerra Civil siriana i ruptura amb Al-Qaida: Estat Islàmic de l'Iraq i el Llevant (2013–2014)

Territori controlat per l'EI

Sota el lideratge d'Abu Bakr al-Baghdadi, cap de l'organització des de l'any 2010, el grup va saber aprofitar la conjuntura de la Guerra civil siriana i expandir-se per gran part del territori de l'estat, i es declarà finalment a l'abril del 2013 com a Estat Islàmic de l'Iraq i el Llevant (en al·lusió al Llevant mediterrani).
En la seva lluita pel control territorial s'enfrontà a les forces governamentals lleials a Bashar al-Assad, així com als rebels: als seculars de l'Exèrcit Lliure de Síria i del Front dels Revolucionaris, als nacionalistes kurds i a altres forces islamistes com el Front Islàmic o el Front Al-Nusra. Davant d'aquesta situació, Al-Qaida va decidir desentendre's per complet de la xarxa i declarà, en un comunicat, que no els donaven ordres ni els assessoraven.
Als territoris sota el seu control va instituir la xaria. Amnistia Internacional va informar de «tortures i execucions sumàries» que van ocórrer en «centres de detenció secrets de l'ISIS». L'Estat Islàmic va detenir sirians per crims com fumar cigarrets, incórrer en adulteri i per enfrontar-se a la forma de governar de l'EI o per pertànyer a un grup armat rival. També van detenir dotzenes de periodistes estrangers i treballadors humanitaris. El desembre del 2013 el grup controlava els quatre pobles fronterers d'Atmeh, Al-Bab, Azaz i Yarablus, a l'entrada i sortida entre Síria i Turquia.
Paral·lelament, el gener del 2014, durant uns enfrontaments a Ambar (Iraq), diversos militants de l'EI van prendre el control de la ciutat de Faluja i parts de Ramadi. El 3 de gener del 2014, l'EI proclamà un estat islàmic a Faluja.
El juny de 2014, van llançar una ofensiva al nord d'Iraq juntament amb militants sunnites lleials a l'antic govern baasista secular de Saddam Hussein i tribus antigovernamentals. Els combatents van començar atacant Samarra el 5 de juny, i van prendre el control de Mossul la nit del 9 de juny i de Tikrit l'11 de juny. A la fi de juny, Iraq havia perdut el control de tota la seva frontera occidental amb Jordània i Síria.

### Com a Estat Islàmic (2014 - present)
El 29 de juny del 2014, amb motiu del començament del mes del Ramadà, el portaveu de l'EI, Abu Mohamed al-Adnani, declarà la intenció del grup de crear un califat que s'estengués per tot el món musulmà, al mateix temps que nomenava Abu Bakr al-Baghdadí la seva màxima autoritat, proclamant-lo «Ibrahim, imant i califa de tots els musulmans».
Amb aquesta intenció, el grup fou rebatejat com a Estat Islàmic, prescindint de l'esment a Iraq i Síria i en referència a la seva voluntat d'expansió: «la legalitat de tots els emirats, grups, estats i organitzacions es converteix en nul·la després de l'expansió de l'autoritat del califa i l'arribada de les seves tropes».
La proclamació del califat va atreure gihadistes àrabs i magribins residents a Europa, El Magrib ha esdevingut la plataforma des de la qual surten milers de combatents que s'uneixen a les files de grups gihadistes i terroristes en els fronts d'Iraq i Síria i arriben a 30.000 i 100.000 combatents en les seves files amb l'objectiu de conquerir Síria i Iraq i convertir-los en la base d'un estat musulmà per després expandir-se a la resta del món àrab. Els gihadistes califals, amb una extensa publicitat a internet, que arriba fins i tot al Trending Topic de Twitter i es propaga per les xarxes socials, van aconseguir reclutar més mercenaris internacionals que abans.

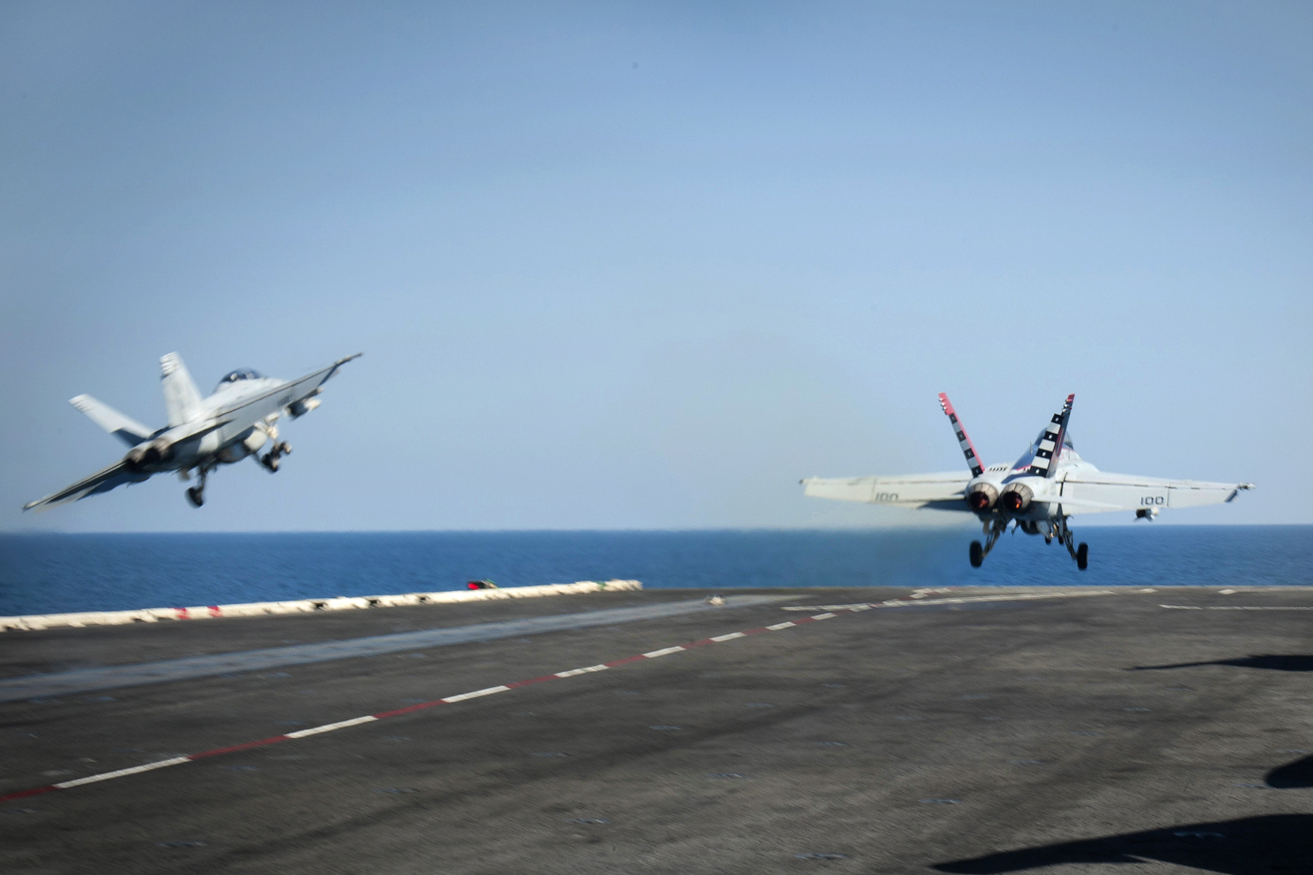
Dos avions F/A-18F Super Hornet dels Estats Units per combatre l'EI a l'octubre de 2014

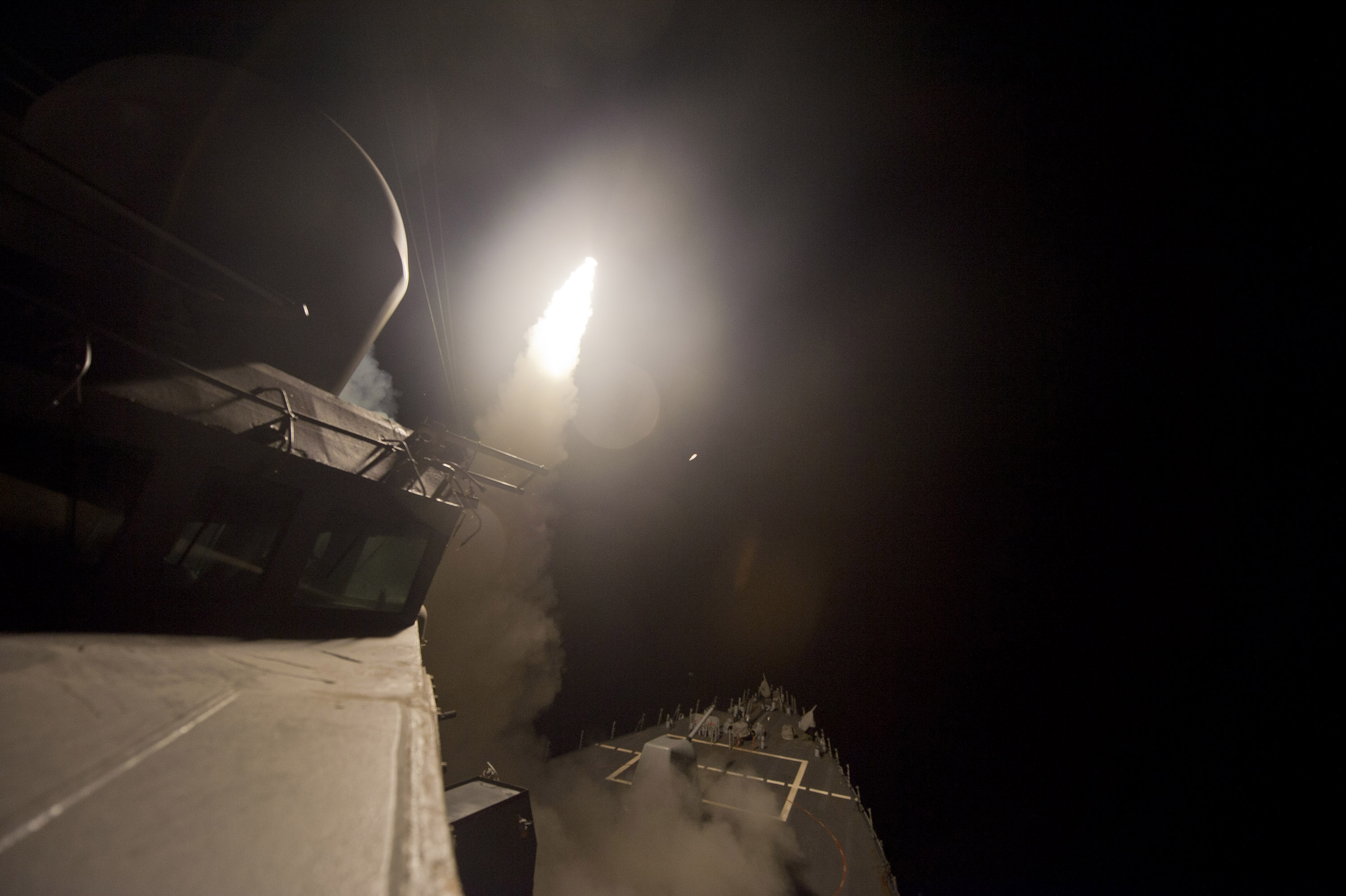
Atac naval nord-americà sobre posicions de l'EI el 14 de setembre de 2014

Amb milers d'armes capturades i recursos naturals en el seu domini, el grup controla gran part del nord de Síria i de la governació petroliera de Deir el-Zour, la capital de la qual està dividida en una zona sota la seva influència i en una altra sota control de l'Exèrcit sirià, sense que s'hagin notificat combats.
Als territoris que domina l'organització imposa la seva interpretació extremista de la xaria, i duu a terme execucions públiques i destrueix temples i mesquites, entre ells la tomba del profeta Jonàs.
A més a més es va ordenar l'expulsió de tots els cristians que es neguessin a convertir-se a l'islam i han realitzat decapitacions massives en públic de cristians que es neguen a la conversió, incloent-hi nens.
L'Estat Islàmic té influència en els sectors estratègics de la geopolítica i el petroli, posant en perill l'equilibri de l'Orient Mitjà i competint amb Al-Qaida per la supremacia en els grups gihadistes.
Arran d'aquesta tensa situació, la Casa Blanca i els seus aliats occidentals van encendre l'alerta davant l'alarmant situació que es vivia a Mesopotàmia. D'altra banda, el govern de Síria, reconegut enemic de les potències mundials, ha buscat socors en aquestes per poder evitar l'hecatombe del país, alhora que els iraquians continuaven amb les seqüeles de la invasió de l'any 2003 que van haver d'afrontar. Per frenar l'imparable avanç dels gihadistes, les potències occidentals amb altres estats musulmans van acordar unir les seves forces per combatre l'enemic.
El 19 d'agost, en un vídeo de YouTube un representant de l'EI decapità el fotoperiodista nord-americà James Foley en represàlia pels atacs aeris conduïts pels Estats Units. A ell es van sumar els nord-americans Steve Stolloff i David Haines, així com el cooperant britànic Alan Henning.
A principis d'octubre, els islamistes van conquerir la ciutat iraquiana de Hit i van iniciar un ofensiva sobre la ciutat siriana de Kobane.
Cap al desembre, les tropes de l'EI estan compostes per 30.000 combatents, nadius de noranta estats, amb un 10% d'europeus, capaços d'actuar en accions individuals, com a insurgents i fins i tot com a infanteria lleugera; d'altra banda, gràcies als seus ingressos d'uns 2 milions d'euros diaris, és el grup terrorista més ric de la història, perquè tenen una economia molt dinàmica: comercien amb petroli, trafiquen amb òrgans, recullen imposts, realitzen exaccions, exploten la indústria del segrest, roben i trafiquen amb antiguitats; i també paguen sous als mercenaris que recluten.
En la pràctica, s'autodenominen «califat», seguint el model dels desapareguts regnes de l'Islam i són un grup terrorista que ha aconseguit territorialitzar-se i establir-se com un prototip d'estat de facto. Històricament, l'últim califat reconegut com a tal va ser el de l'Imperi Otomà, fins a la seva caiguda, el 1924.
Des de llavors l'Estat Islàmic ha mostrat molts vídeos d'execucions de presoners amb diferents mètodes criminals. El periodista japonès Kenji Goto va ser decapitat. El pilot jordà Muadh al Kasasbeh va ser cremat viu dins d'una gàbia. Com a represàlia, Sajida al Rishawi (dona) i Ziad al Karbouli, presos d'Al-Qaida capturats a Jordània, van ser penjats pel govern d'aquest país. Tots aquests vídeos són pujats i distribuïts per les xarxes socials.